# Downton
Downton est un village et une paroisse civile du Wiltshire, en Angleterre. Il est situé à une dizaine de kilomètres au sud de la ville de Salisbury, à l'orée de la New Forest, sur la rivière Avon. Au moment du recensement de 2011, il comptait 3 073 habitants.

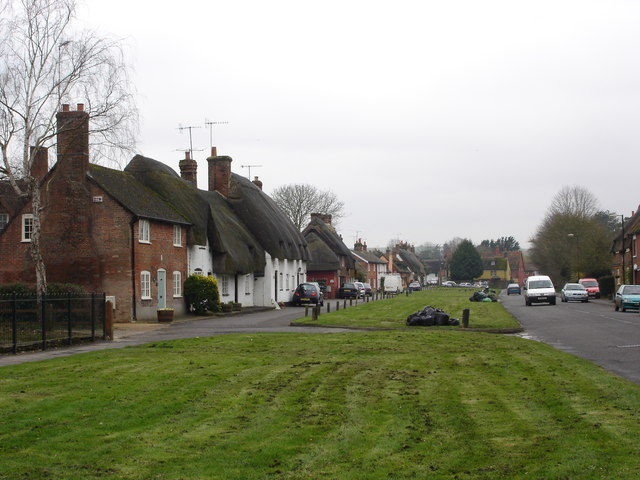
The Borough.